# Pontus Holmberg
Pontus Holmberg, född 9 mars 1999 i Västerås, är en svensk professionell ishockeyspelare (forward) som spelar för Toronto Maple Leafs i NHL.
Han har tidigare spelat för Växjö Lakers HC i Svenska hockeyligan.
- Presentation och statistik för Pontus Holmberg som spelare  på Elite Prospects.